# Secció sindical
La secció sindical és la unitat bàsica de cada organització sindical al si d'una empresa. Està formada pel conjunt de treballadors de l'empresa que estan afiliats al sindicat en qüestió. És a dir que, en una mateixa empresa, poden coexistir diverses seccions sindicals diferents. Els treballadors afiliats a cada una d'elles, acostumen a elegir entre ells un delegat sindical (o diversos si l'empresa és gran) que és qui els representarà davant de l'empresari, de les autoritats pertinents, o de la resta de companys de l'empresa.
Les lleis laborals de cada país acostumen a regular les formes concretes de constitució de les seccions sindicals, així com els drets que tenen dins l'empresa, els quals van des de poder disposar d'un local de reunió, d'un taulell d'anuncis, del dret a publicar i a informar i a cobrar les cotitzacions dels seus afiliats, fins –en alguns països– el dret a participar en les negociacions d'acords amb l'empresa. A vegades, però, la legislació només reconeix alguns d'aquests drets a les seccions dels sindicats amb un cert nivell de representativitat.
En l'àmbit dels Països Catalans, aquests drets estan regulats respectivament pel Codi de Treball francès (en el territori de la Catalunya Nord), la Llei qualificada d'acció sindical i patronal (a Andorra), i per la Llei orgànica de llibertat sindical (a la resta de territoris sota jurisdicció espanyola).
En els tres casos anteriors, així com a molts altres estats membres de la Unió Europea, les seccions sindicals coexisteixen al si de l'empresa amb els òrgans unitaris de representació dels treballadors (els comitès d'empresa o delegats de personal). Però en altres països, especialment els anglosaxons i els nòrdics, també de la Unió Europea, hi ha una concepció diferent de les relacions laborals i de la representativitat, de manera que no hi existeixen comitès d'empresa i és la secció sindical la que té tota la responsabilitat per a representar els treballadors de l'empresa i negociar amb l'empresari els eventuals acords col·lectius (vegeu l'apartat "Legitimitat i representativitat" sobre els comitès d'empresa). En els països nòrdics, i de manera molt significativa a Suècia, les seccions sindicals, a més de les seves funcions estrictament sindicals i de representativitat, participen a la cogestió de les empreses.